# Commercial Spaceflight Federation

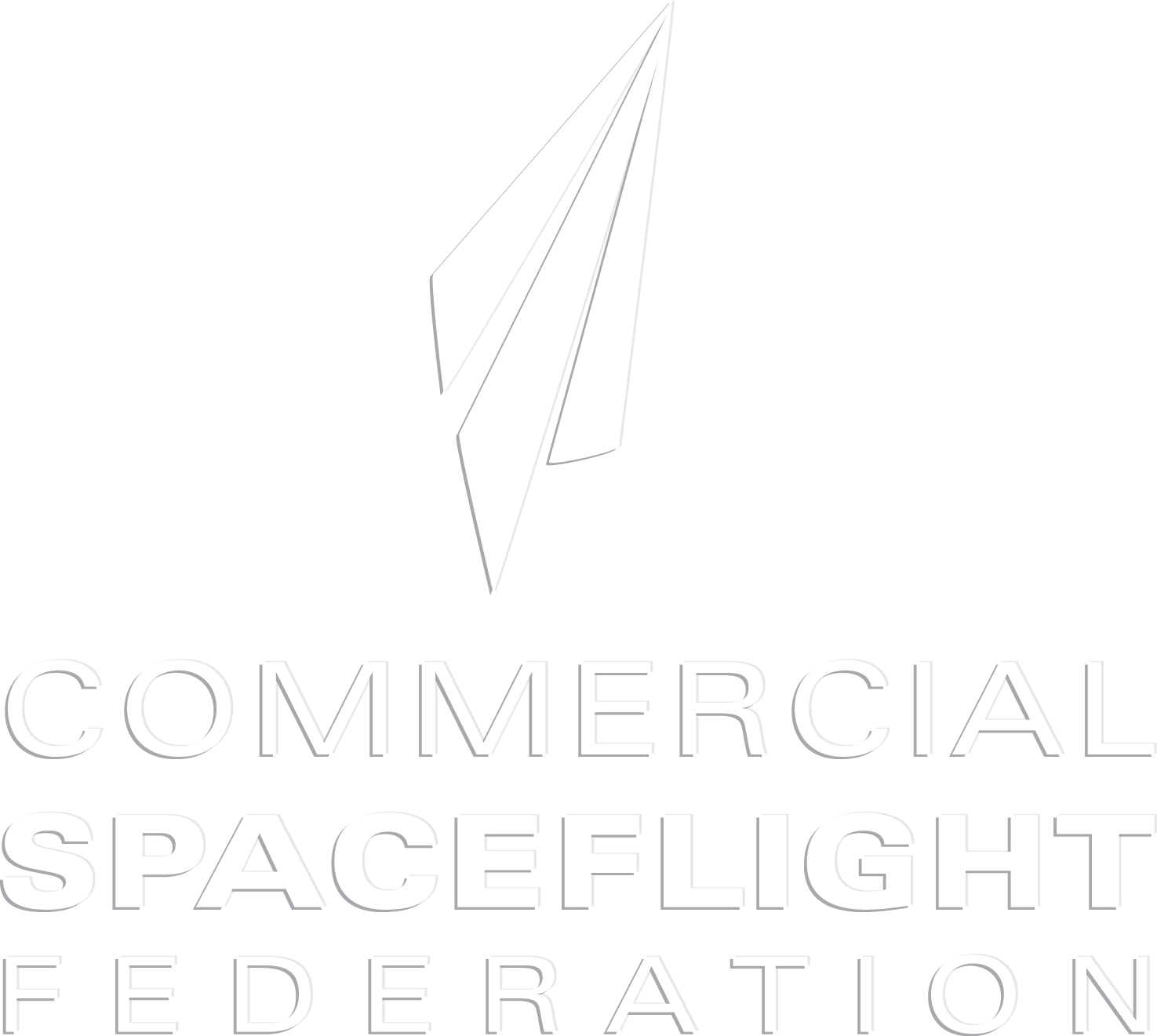
Logotipo da Commercial Spaceflight Federation.

A Commercial Spaceflight Federation é um grupo industrial voltado para o voo espacial privado, constituído como uma associação da indústria para fins de estabelecimento de níveis cada vez mais elevados de segurança para a indústria de comercialização de voos espaciais tripulados, compartilhando as melhores práticas e conhecimentos e promover o crescimento da indústria em todo o mundo. Questões que o trabalho da Commercial Spaceflight Federation inclui, mas não estão limitados aí, o programa STIM-Grants para infraestrutura de espaçoporto, regulamentos e licenças da FAA, os padrões de segurança da indústria, a sensibilização do público, e advocacia pública para o sector comercial espacial.